# Zonia Baber
Pour les articles homonymes, voir Baber.
Mary Arizona Baber, dite Zonia Baber, née le 24 août 1862 dans l'Illinois et morte le 10 janvier 1956, est une géographe et géologue américaine connue pour avoir développé des méthodes pour l'enseignement de la géographie. Ses travaux mettent l'accent sur l'apprentissage par le terrain et l'expérimentation.

## Éducation et carrière d'enseignante
Comme la ville natale de Baber n'offre pas d'éducation au-delà de l'école primaire, elle déménage chez son oncle à Paris, dans l'Illinois, pour fréquenter le lycée. Elle poursuit son parcours à l'école normale pour se former au métier d'institutrice.
Baber commence sa carrière comme directrice d'une école privée de 1886 à 1888. Elle accepte ensuite un poste d'enseignante à la Cook County Normal School (maintenant Université d'État de Chicago), où elle dirige le département de géographie de 1890 à 1899. Elle enseigne l'interdépendance de la géographie, de l'histoire et des sciences naturelles. Ses cours portent principalement sur la géographie, les études continentales, la météorologie et la géographie mathématique. Tout en enseignant, Baber prend également des cours de géologie, y compris dans le premier cours qui accepte les femmes. Elle obtient son bachelor ès sciences en 1904.
De 1901 à 1921, Baber travaille comme professeure associée et cheffe de la géographie et de la géologie au Département de l'éducation de l'Université de Chicago. Elle est en même temps directrice des écoles de laboratoire de l'Université de Chicago.
Pour enseigner, Baber préfère se concentrer sur le travail sur le terrain qui permet à ses étudiants d'agir et de découvrir plutôt que de mémoriser des faits : « L'étudiant découvre trop tard que la connaissance ordinaire n'est pas un pouvoir ; que seule la connaissance scientifique — des expériences unifiées et liées — est précieuse. ». Les méthodes d'enseignement de Baber sont encore utilisées aujourd'hui.
Baber favorise les sorties sur le terrain et l'expérience de première main plutôt que la mémorisation de faits et de définitions. Elle travaille également à l'amélioration des outils d'apprentissage conventionnels. Pendant son mandat en tant que présidente de la Ligue internationale des femmes pour la paix et la liberté (WILPF), elle crée un comité chargé d'examiner les manuels scolaires afin de remplacer les expressions et concepts obsolètes ou inappropriés par ceux destinés à arrêter la perpétuation des préjugés négatifs.
En 1920, Baber publie « Une proposition pour renommer les cercles solaires » dans le Journal of Geography. Elle propose que le nom des Tropique du Capricorne et Tropique du Cancer soient changés en Tropique Nord et Tropique Sud. Aujourd'hui, les deux termes sont acceptés dans le monde de la géographie, bien qu'aucun changement officiel n'ait été apporté.

## Création de la Société de Chicago, engagement sociétal et politique
En 1898, Baber cofonde la Geographic Society of Chicago. Elle en est la présidente et est impliquée dans la Société pendant 50 ans. En 1948, elle reçoit un prix pour l'ensemble de ses réalisations.
Zonia Baber est tout au long de sa vie passionnée par les questions sociales. En tant que féministe et anti-impérialiste, elle rejoint et initie de nombreux efforts pour lutter contre le sexisme, le racisme et l'intolérance. Elle est une défenseuse du suffrage des femmes aux États-Unis, et en 1926, elle représente les femmes de Porto Rico pour obtenir l'extension du suffrage à la région.
Comme mentionné précédemment, Baber est présidente de la Ligue internationale des femmes pour la paix et la liberté (WILPF), ainsi que membre du comité exécutif de la branche de Chicago de l'Association nationale pour l'avancement des personnes de couleur (NAACP) et présidente du Comité des relations raciales du Chicago Women's Club. 
Baber voyage beaucoup, tant pour sa carrière professionnelle que pour son travail de défense des droits, afin d'assister à des conférences et à des événements internationaux. C'est notamment le cas lors d'un voyage avec une délégation de la WILPF en Haïti en 1926.

## Création d'un pupitre adapté à l'enseignement de la géographie

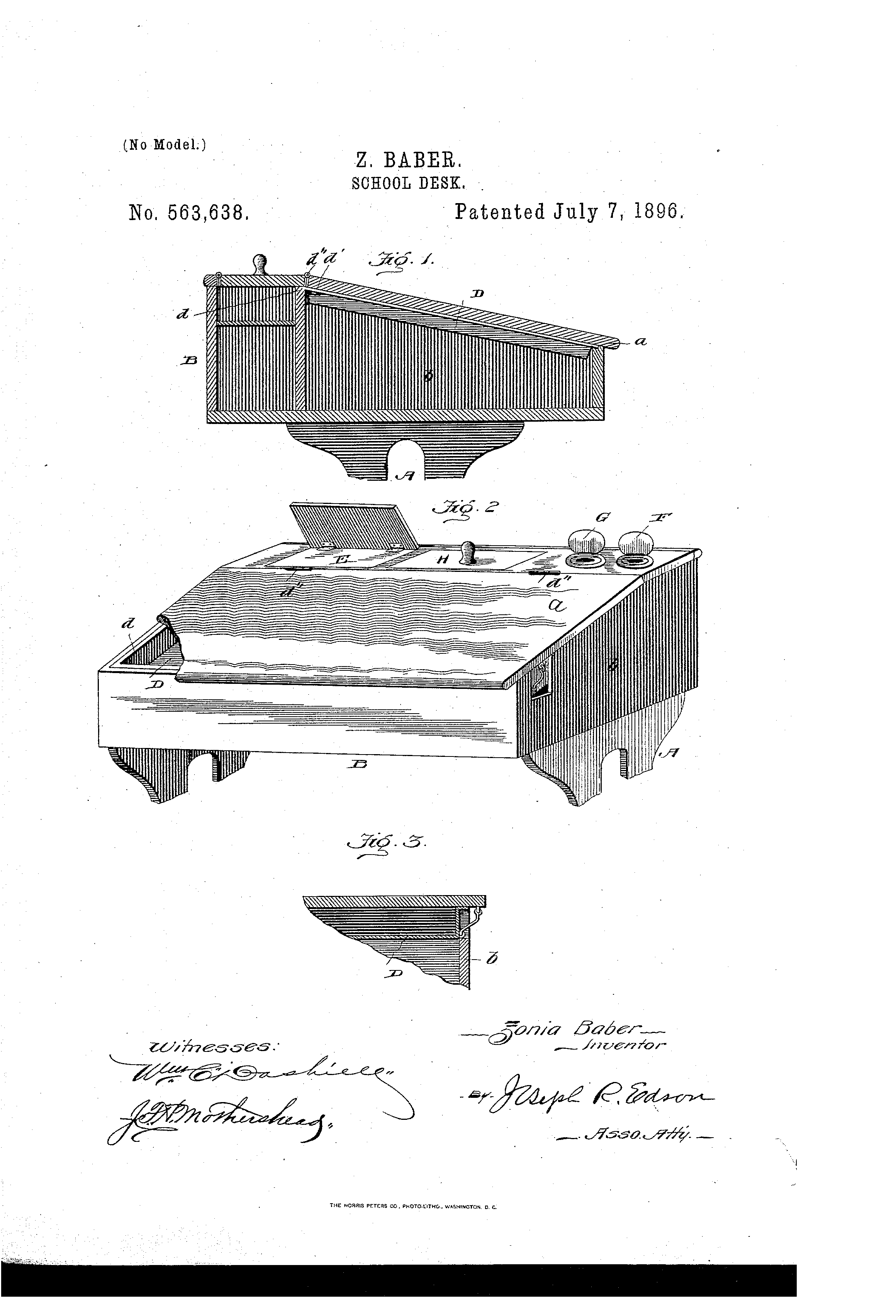
Conception de table d'école brevetée par Zonia Baber le 7 juillet 1896.

En 1896, Zonia Baber conçoit un nouveau pupitre d'école spécifique pour l'enseignement de la géographie et d'autres sciences. Contrairement à un bureau d'école ordinaire, les plateaux et les compartiments de Zonia Baber sont destinés à ranger les fournitures d'apprentissage. Avoir ces plateaux et compartiments signifiait que les étudiants utilisant son bureau auraient toujours leurs fournitures à portée de main.

## Œuvres principales
- (en) Zonia Baber, A Lesson in Geography : From, Chicago to the Atlantic, School of Education, University of Chicago, avril 1907, (Reprinted from The Elementary School Teacher, vol. VII, n° 8)
- (en) Zonia Baber, « The Scope of Geography », The Elementary School Teacher, vol. 4, No. 5,‎ 1904, p. 271-282
- (en) Zonia Baber, « Lost opportunities in teaching geography », The Journal of Geography, vol. 14,‎ 1916, p. 296